# Jerzy Stuhr
Jerzy Oskar Stuhr (Cracóvia, 18 de abril de 1947 – Cracóvia, 9 de julho de 2024) foi um actor polaco de cinema.
Atuou no filme Amador dirigido por Krzysztof Kieślowski.

## No cinema
- Amator (1979)

1. ↑  «Jerzy Stuhr nie żyje. Aktor miał 77 lat. "Wybitny w każdej roli"». Onet Kultura (em polaco). 9 de julho de 2024. Consultado em 9 de julho de 2024